# Marcellaz
Marcellaz é uma comuna francesa na região administrativa de Auvérnia-Ródano-Alpes, no departamento da Alta Saboia. Estende-se por uma área de 4.17 km². Em 2010 a comuna tinha 1 062 habitantes (densidade: 254,7 hab./km²).